# Дельта-варіант SARS-CoV-2
Дельта-варіант SARS-CoV-2, також відомий як лінія поколінь B.1.617.2 — варіант лінії поколінь B.1.617 SARS-CoV-2, вірусу, що спричинює коронавірусну хворобу 2019. Вперше його було виявлено в Індії наприкінці 2020 року. Всесвітня організація охорони здоров'я (ВООЗ) назвала його Дельта-варіантом 31 травня 2021 року.
Він має мутації в гені, що кодує спайковий білок SARS-CoV-2, викликаючи заміни T478K, P681R та L452R, які, як відомо, впливають на передачу вірусу, а також на те, чи можна його нейтралізувати антитілами для раніше циркулюючих варіантів вірусу SARS-CoV-2. Агенція охорони громадського здоров'я Англії у травні 2021 року спостерігала, що вторинна частота захворювання на 51–67 % перевищує альфа-варіант.
7 травня 2021 року Агенція охорони громадського здоров'я Англії змінили свою класифікацію за лінією поколінь B.1.617.2 з варіанту, що досліджується (VUI), на варіант, що викликає занепокоєння (VOC), на підставі оцінки передачі, що є принаймні еквівалентною B.1.1.7 (альфа-варіант), вперше виявлений у Великій Британії (як варіант Кента). Згодом 11 травня 2021 року ВООЗ також класифікувала цю лінію поколінь, як варіант, що викликає занепокоєння і сказала, що він демонструє вищу передачу та зменшену нейтралізацію. Вважається, що цей варіант частково відповідальний за другу хвилю пандемії в Індії, що почалася в лютому 2021 року. Пізніше це сприяло третій хвилі пандемії у Сполученому Королівстві, і ВООЗ попередила в липні 2021 року, що це може мати подібний ефект в інших країнах Європи.
18 червня 2021 року Агенція охорони громадського здоров'я Англії опублікувала технічний брифінг 16 щодо варіантів SARS-CoV-2, в якому зафіксували 73 випадки смерті серед 60 655 випадків інфікування дельта-варіантом SARS-CoV-2 у Великій Британії з летальністю лише 0,1 %. Це порівняно з летальністю у 1,9 % (приблизно в 19 разів вище, 4259 смертей у 224021 випадків), пов'язаною з альфа-варіантом.

## Класифікація
Дельта-варіант має мутації гена, що кодує білок шиповидних відростків вірусу SARS-CoV-2, що спричинює заміни E484Q та L452R. Він ідентифікований як клада 21А за системою філогенетичної класифікації Nextstrain.
Наприкінці травня 2021 року ВООЗ присвоїла назву Дельта лінії поколінь B.1.617.2 після введення нової політики використання грецьких літер для варіантів, що викликають занепокоєння, та варіантів, що цікавлять.

### Інші підлінії поколінь B.1.617
На сьогодні класифіковано три підлінії поколінь B.1.617.
B.1.617.1 (VUI-21APR-01) був визначений варіантом, що досліджується у квітні 2021 року Агенцією охорони громадського здоров'я Англії. Пізніше, у квітні 2021 року, два інші варіанти B.1.617.2 (VUI-21APR-02) та B.1.617.3 (VUI-21APR-03) були визначені як варіанти, що досліджуються. Хоча B.1.617.3 поділяє мутації L452R та E484Q, виявлені у B.1.617.1, B.1.617.2 не має мутації E484Q. B.1.617.2 має мутацію T478K, не знайдену в B.1.617.1 та B.1.617.3. Одночасно Європейський центр з профілактики та контролю захворюваності опублікував короткий звіт, у якому підтримує всі три підлінії поколінь B.1.617 як варіанти, що досліджуються, оцінюючи, що «необхідне більш глибоке розуміння ризиків, пов'язаних з цими лініями поколінь B.1.617, перш ніж можна буде розглядати будь-які зміни поточних заходів».

### Мутації

Амінокислотні мутації дельта-варіанту SARS-CoV-2 нанесено на карту геномів SARS-CoV-2 з акцентом на білок шиповидних відростків вірусу.

| Ген                                | Нуклеотиди | Амінокислоти |
| ---------------------------------- | ---------- | ------------ |
| ORF1b                              |            | P314L        |
| ORF1b                              | P1000L     |              |
| Білок шиповидних відростків вірусу |            | G142D        |
| Білок шиповидних відростків вірусу | T19R       |              |
| Білок шиповидних відростків вірусу | R158G      |              |
| Білок шиповидних відростків вірусу | L452R      |              |
| Білок шиповидних відростків вірусу | T478K      |              |
| Білок шиповидних відростків вірусу | D614G      |              |
| Білок шиповидних відростків вірусу | P681R      |              |
| Білок шиповидних відростків вірусу | D950N      |              |
| Білок шиповидних відростків вірусу | E156del    |              |
| Білок шиповидних відростків вірусу | F157del    |              |
| M                                  |            | I82T         |
| N                                  |            | D63G         |
| N                                  | R203M      |              |
| N                                  | D377Y      |              |
| orf3a                              |            | S26L         |
| orf7a                              |            | V82A         |
| orf7a                              | T120I      |              |
| Джерела: CDC Covariants.org        |            |              |

Дельта-геном B.1.617.2 має 13 мутацій (15 або 17 за деякими джерелами, залежно від того, чи включені більш загальні мутації), які спричиняють зміни в амінокислотних послідовностях білків, які він кодує. Чотири з них, усі з яких містяться у коді білка шиповидних відростків вірусу, викликають особливе занепокоєння:
- D614G. Заміна в позиції 614, заміщення[en] аспарагінової кислоти на гліцин, поділяється на інші високотрансмісивні варіанти, такі як альфа, бета та гамма.[25]
- T478K.[25][26] Обмін в позиції 478 являє собою заміщення треоніну на лізин.[27]
- L452R. Заміна в позиції 452, заміна лейцину на аргінін, надає сильнішу спорідненість спайкового білка до рецептора АСЕ2 [Архівовано 17 серпня 2021 у Wayback Machine.] і знижує здатність розпізнавання імунної системи.[8][28] Ці мутації, взяті окремо, не є унікальними для варіанта; швидше, їх одночасне виникнення є унікальним.[8][29]
- P681R. Заміна в позиції 681, заміна проліну на аргінін, яка, на думку Вільяма А. Гаселтина[en], може підвищити рівень зараженості клітин цим варіантом «сприяючи розщепленню білка-попередника S до активної конфігурації S1/S2».[30]

Мутація E484Q відсутня в геномі B.1.617.2.

### Варіант «Дельта плюс»
Дельта-варіант з K417N відповідає лініям поколінь AY.1 та AY.2 і отримала назву «Дельта плюс» або «варіант Непалу». Він має мутацію K417N, яка також присутня у бета-варіанті. Обмін в позиції 417 є заміщенням лізину на аспарагін.

## Симптоми
Клінічний перебіг коронавірусної хвороби 2019 з появою і поширенням дельта-варіату певною мірою змінився порівняно з перебігом  її до літа 2021 року. Хвороба перебігає швидше, часто із стрімким розвитком пневмонії. Заражені люди можуть помилково сприйняти прояви за сильну застуду і не усвідомлювати, що вони потребують ізоляції. Поширеними симптомами є головний біль, біль у горлі, нежить із ринореєю і гарячка. У Великій Британії, де варіант дельта становить 91 відсоток нових випадків, одне дослідження показало, що найчастими симптомами були головний біль, біль у горлі та нежить.

## Лікування
Лікування інфікованих дельта-варіантом SARS-CoV-2 аналогічне, лікуванню хворих коронавірусною хворобою 2019.

### Ефективність вакцини
Індійська рада медичних досліджень виявила, що сироватки-реконвалесценти хворих на COVID-19 та реципієнтів вакцини BBV152 (Covaxin) компанії Bharat Biotech змогли нейтралізувати варіант, що досліджується B.1.617, хоча і з меншою ефективністю.
Анураг Агравал, директор Інституту геноміки та інтегративної біології, зазначив, що дослідження ефективності наявних вакцин до лінії поколінь В.1.617 свідчить про те, що після вакцинації перебіг захворювання проходить легше.
Ентоні Фаучі, Головний медичний радник президента США, також висловив свою впевненість щодо попередніх результатів. В інтерв'ю 28 квітня він сказав: 
Це те, де ми все ще отримуємо дані щодня. Але найсвіжіші дані розглядали відновлені сироватки хворих на COVID-19 та людей, які отримали вакцину, що застосовується в Індії, Covaxin. Встановлено, що вони нейтралізували 617 варіантів.
Ще одне дослідження Центру клітинної та молекулярної біології у Гайдарабаді показало, що вакциновані сироваткою Covishield (Оксфорд–АстраЗенека) забезпечують захист від лінії поколінь В.1.617.
ВООЗ заявила, що нинішні вакцини будуть і надалі ефективні проти цього варіанту. У своєму звіті в травні вони заявили, що можуть бути деякі докази «зменшеної нейтралізації». Дослідження, проведене Агенцією охорони громадського здоров'я Англії, показало, що як вакцини Pfizer-BioNTech, так і AstraZeneca-Oxford забезпечують 33 % захист від симптоматичного захворювання, спричиненого цим варіантом після першої дози. Було виявлено, що через два тижні після другої дози вакцина Pfizer-BioNTech є на 88 % ефективною для зупинки симптоматичного захворювання з дельта-варіантом, тоді як вакцина AstraZeneca-Oxford була ефективною проти цього варіанту на 60 %.
Дослідження групи дослідників з Інституту Френсіса Крика, опубліковане в The Lancet, показує, що люди, повністю вакциновані вакциною Pfizer-BioNTech, швидше за все, матимуть у п'ять разів нижчий рівень нейтралізуючих антитіл проти дельта-варіанту.
У червні 2021 року Агенція охорони громадського здоров'я Англії оголосила, що провела дослідження, яке показало, що після двох ін'єкцій вакцини Pfizer-BioNTech та вакцина AstraZeneca, вона на 96 % та 92 % відповідно ефективно запобігають госпіталізації при інфікуванні дельта-варіантом.

## Епідеміологія
Нові дослідження припускають, що варіант може легше передаватися, ніж раніше поширені варіанти. Чи впливає дельта-варіант на ефективність застосовуваних в даний час вакцин, наразі досліджується.
Дані епіднагляду за Програмою інтегрованого нагляду за захворюваннями Індії показують, що близько 32 % пацієнтів, як госпіталізованих, так і поза лікарнями, були віком до 30 років у другій хвилі проти 31 % під час першої хвилі, а серед людей у віці 30–40 рівень зараження залишився на рівні 21 %. Госпіталізація у віці 20-39 років зросла до 25,5 % з 23,7 %, тоді як у діапазоні 0-19 років збільшилася до 5,8 % з 4,2 %. Дані також показали, що більша частка безсимптомних пацієнтів була прийнята лікарями під час другої хвилі, з більшою кількістю скарг на задишку.
Дані спостереження з США, Німеччини та Нідерландів вказують, що кількість дельта-варіанту зростає приблизно в 4 рази кожні два тижні порівняно з альфа-варіантом.
В Індії, Великій Британії, Португалії, Сполучених Штатах, Німеччині, Нідерландах і, мабуть, у багатьох інших країнах дельта-варіант вже є домінуючим варіантом вірусу. Зазвичай між ініфкуванням та повідомленнями про зараження проходить три тижні.

### Статистика
До 22 червня 2021 року в близько 78 країнах було виявлено понад 4500 послідовностей варіанту. Повідомлена кількість послідовностей у країнах, де виявлені такі випадки:
| Кількість заражень за країнами | Кількість заражень за країнами                                        | Кількість заражень за країнами                  | Кількість заражень за країнами                                                      | Кількість заражень за країнами | Кількість заражень за країнами |
| Країна                         | Підтверджені випадки дельта-варіантів: (PANGOLIN) станом на 29 червня | Підтверджені випадки (GISAID) станом на 2 липня | Підтверджені випадки, усі 3 підлінії поколінь B.1.617 (PANGOLIN) станом на 1 червня | Випадки (інші джерела)         | Перше виявлення                |
| ------------------------------ | --------------------------------------------------------------------- | ----------------------------------------------- | ----------------------------------------------------------------------------------- | ------------------------------ | ------------------------------ |
| Об'єднане Королівство          | 63 629                                                                | 85 592                                          | 9,273                                                                               |                                | 22 лютого 2021                 |
| Індія                          | 6,732                                                                 | 9 117                                           | 3,571                                                                               |                                | 5 жовтня 2020                  |
| Сполучені Штати Америки        | 4,271                                                                 | 6 281                                           | 1,542                                                                               |                                | 23 лютого 2021                 |
| Канада                         | 171                                                                   | 977                                             | 345                                                                                 | 4 589                          | 15 березня 2021                |
| Німеччина                      | 1,392                                                                 | 2 046                                           | 420                                                                                 |                                | 1 березня 2021                 |
| Сінгапур                       | 823                                                                   | 977                                             | 156                                                                                 |                                | 26 лютого 2021                 |
| Португалія                     | 736                                                                   | 766                                             | 52                                                                                  |                                | 5 квітня 2021                  |
| Іспанія                        | 556                                                                   | 723                                             | 65                                                                                  |                                | 22 квітня 2021                 |
| Італія                         | 417                                                                   | 662                                             | 81                                                                                  |                                | 2 квітня 2021                  |
| Данія                          | 275                                                                   | 633                                             | 105                                                                                 |                                | 8 березня 2021                 |
| Бельгія                        | 384                                                                   | 588                                             | 120                                                                                 |                                | 25 березня 2021                |
| Росія                          | 398                                                                   | 515                                             | 4                                                                                   | 16                             | 21 квітня 2021                 |
| Південна Африка                | 185                                                                   | 427                                             | 15                                                                                  | 4                              | 30 квітня 2021                 |
| Індонезія                      | 215                                                                   | 382                                             | 32                                                                                  |                                | 3 квітня 2021                  |
| Франція                        | 296                                                                   | 370                                             | 85                                                                                  |                                | 21 лютого 2021                 |
| Швейцарія                      | 212                                                                   | 271                                             | 64                                                                                  |                                | 29 березня 2021                |
| Австралія                      | 196                                                                   | 270                                             | 144                                                                                 |                                | 16 березня 2021                |
| Нідерланди                     | 245                                                                   | 251                                             | 50                                                                                  |                                | 6 квітня 2021                  |
| Японія                         | 200                                                                   | 247                                             | 165                                                                                 |                                | 28 березня 2021                |
| Фіджі                          | -                                                                     | -                                               | -                                                                                   | 42                             | 28 квітня 2021                 |
| Ізраїль                        | 96                                                                    | 113                                             | 35                                                                                  | 41                             | 16 квітня 2021                 |
| Бахрейн                        | -                                                                     | 36                                              | 19                                                                                  |                                | 5 квітня 2021                  |
| Польща                         | 82                                                                    | 106                                             | 34                                                                                  | 16                             | 26 квітня 2021                 |
| Ірландія                       | 188                                                                   | 218                                             | 155                                                                                 |                                | 26 лютого 2021                 |
| Нова Зеландія                  | -                                                                     | 23                                              | 15                                                                                  |                                | 9 березня 2021                 |
| Китай                          | -                                                                     | 41                                              | 7                                                                                   |                                | 24 квітня 2021                 |
| Непал                          | -                                                                     | 88                                              | -                                                                                   | 9                              | 28 квітня 2021                 |
| Ангола                         | -                                                                     | 8                                               | 8                                                                                   |                                | 14 січня 2021                  |
| Гонконг                        | -                                                                     | 10                                              | 8                                                                                   |                                | 22 квітня 2021                 |
| Швеція                         | 167                                                                   | 168                                             | 17                                                                                  |                                | 26 березня 2021                |
| Люксембург                     | 51                                                                    | 52                                              | 6                                                                                   |                                | 15 квітня 2021                 |
| Південна Корея                 | -                                                                     | 20                                              | 7                                                                                   |                                | 26 березня 2021                |
| Туреччина                      | -                                                                     | 6                                               | -                                                                                   | 5                              | 28 квітня 2021                 |
| Фінляндія                      | 126                                                                   | 1                                               | -                                                                                   | 60                             | 18 березня 2021                |
| Йорданія                       | -                                                                     | 5                                               | 4                                                                                   |                                | 21 квітня 2021                 |
| Бангладеш                      | 43                                                                    | 95                                              | 20                                                                                  | 9                              | 28 квітня 2021                 |
| Чехія                          | -                                                                     | 79                                              | 2                                                                                   |                                | 24 квітня 2021                 |
| Греція                         | -                                                                     | 10                                              | 2                                                                                   |                                | 23 березня 2021                |
| Гваделупа                      | -                                                                     | 3                                               | 2                                                                                   |                                | 10 березня 2021                |
| Аргентина                      | -                                                                     | 1                                               | -                                                                                   | 2                              | 24 квітня 2021                 |
| Марокко                        | -                                                                     | 1                                               | -                                                                                   | 2                              | 3 травня 2021                  |
| Таїланд                        | 94                                                                    | 100                                             | -                                                                                   | 2                              | 24 квітня 2021                 |
| Сінт-Мартен                    | -                                                                     | 4                                               | -                                                                                   |                                | 19 березня 2021                |
| Алжир                          | -                                                                     | -                                               | -                                                                                   | 6                              | Квітень 2021                   |
| Аруба                          | -                                                                     | 3                                               | 3                                                                                   |                                | 16 квітня 2021                 |
| Австрія                        | -                                                                     | 83                                              | -                                                                                   |                                | 17 квітня 2021                 |
| Ботсвана                       | -                                                                     | 15                                              | -                                                                                   | 2                              | 28 квітня 2021                 |
| Камбоджа                       | -                                                                     | 25                                              | -                                                                                   |                                | 5 квітня 2021                  |
| Кюрасао                        | -                                                                     | 1                                               | -                                                                                   |                                | 23 квітня 2021                 |
| Кіпр                           | -                                                                     | -                                               | -                                                                                   | 4                              | 19 травня 2021                 |
| Демократична Республіка Конго  | -                                                                     | 6                                               | -                                                                                   | 5                              | 3 травня 2021                  |
| Гаїті                          | -                                                                     | -                                               | -                                                                                   | (кількість не повідомляється)  |                                |
| Іран                           | -                                                                     | 6                                               | 11                                                                                  | 3                              | 11 травня 2021                 |
| Кенія                          | -                                                                     | 37                                              | -                                                                                   | 5                              | Травень 2021                   |
| Киргизстан                     | -                                                                     | -                                               | -                                                                                   | (кількість не повідомляється)  |                                |
| Малайзія                       | -                                                                     | 24                                              | -                                                                                   |                                | 10 квітня 2021                 |
| Мексика                        | 211                                                                   | 230                                             | 27                                                                                  |                                | 5 квітня 2021                  |
| Нігерія                        | -                                                                     | -                                               | -                                                                                   | 1                              | Травень 2021                   |
| Норвегія                       | 117                                                                   | 127                                             | 20                                                                                  | 1                              | 15 квітня 2021                 |
| Панама                         | -                                                                     | -                                               | -                                                                                   | 1                              | Квітень 2021                   |
| Румунія                        | -                                                                     | 32                                              | 19                                                                                  |                                | 26 квітня 2021                 |
| Реюньйон                       | -                                                                     | 2                                               | -                                                                                   |                                | 4 травня 2021                  |
| Словенія                       | -                                                                     | 6                                               | -                                                                                   |                                | 20 квітня 2021                 |
| Шрі-Ланка                      | -                                                                     | 6                                               | -                                                                                   | 1                              | 30 квітня 2021                 |
| Уганда                         | -                                                                     | 38                                              | 4                                                                                   | 1                              | 26 березня 2021                |
| Філіппіни                      | -                                                                     | -                                               | -                                                                                   | 17                             | 11 травня 2021                 |
| Узбекистан                     | -                                                                     | -                                               | -                                                                                   | (кількість не повідомляється)  |                                |
| В'єтнам                        | 54                                                                    | 72                                              | -                                                                                   | 12                             | 18 квітня 2021                 |
| Бразилія                       | -                                                                     | 16                                              | 2                                                                                   | 10                             | 20 травня 2021                 |
| Катар                          | -                                                                     | 29                                              | -                                                                                   |                                | 19 квітня 2021                 |
| Гуам                           | -                                                                     | 1                                               | -                                                                                   |                                | 26 квітня 2021                 |
| Гана                           | -                                                                     | 5                                               | -                                                                                   |                                | 20 квітня 2021                 |
| Пакистан                       | -                                                                     | 9                                               | -                                                                                   |                                | 16 травня 2021                 |
| Литва                          | -                                                                     | 10                                              | -                                                                                   | 1                              | 17 червня 2021                 |
| Хорватія                       | -                                                                     | 28                                              | -                                                                                   |                                | 11 червня 2021                 |
| Монако                         | -                                                                     | 16                                              | -                                                                                   |                                | 15 травня 2021                 |
| Малаві                         | -                                                                     | 14                                              | -                                                                                   |                                | 30 квітня 2021                 |
| Філіппіни                      | -                                                                     | 12                                              | -                                                                                   |                                | 7 травня 2021                  |
| Словаччина                     | -                                                                     | 5                                               | -                                                                                   |                                | 15 червня 2021                 |
| М'янма                         | -                                                                     | 5                                               | -                                                                                   |                                | 1 червня 2021                  |
| Барбадос                       | -                                                                     | 4                                               | -                                                                                   |                                | 24 травня 2021                 |
| Кувейт                         | -                                                                     | 4                                               | -                                                                                   |                                | 5 червня 2021                  |
| Грузія                         | -                                                                     | 4                                               | -                                                                                   |                                | 15 травня 2021                 |
| Мальта                         | -                                                                     | 3                                               | -                                                                                   |                                | 23 червня 2021                 |
| Сенегал                        | -                                                                     | 2                                               | -                                                                                   |                                | 6 травня 2021                  |
| Перу                           | -                                                                     | 2                                               | -                                                                                   |                                | 10 червня 2021                 |
| Маврикій                       | -                                                                     | 2                                               | -                                                                                   |                                | 8 травня 2021                  |
| Чилі                           | -                                                                     | 1                                               | -                                                                                   |                                | 13 червня 2021                 |
| Тайвань                        | -                                                                     | 1                                               | -                                                                                   |                                | 14 червня 2021                 |
| Болгарія                       | -                                                                     | 1                                               | -                                                                                   |                                | 5 квітня 2021                  |
| Ангілья                        | -                                                                     | 1                                               | -                                                                                   |                                | 20 квітня 2021                 |
| Світ (91 країна)               | Всього: 77 544 (виключно B.1.617.2)                                   | Всього: 108 057 (B.1.617.2+AY.1+AY.2)           | Всього: 16 366 вкл. B.1.617.1, B.1.617.2, та B.1.617.3                              | 3 341                          | Всього на 2 липня 2021.        |

## Історія
В інших країнах, окрім Індії, перші випадки дельта-варіанта були виявлені наприкінці лютого 2021 року, включаючи Велику Британію 22 лютого, США 23 лютого та Сінгапур 26 лютого.
Британські вчені з Агенції охорони громадського здоров'я Англії перевизначили варіант B.1.617.2 7 травня 2021 року як «варіант, що викликає занепокоєння» (VOC-21APR-02), після того як у травні 2021 року вони повідомили про те, що він поширюється швидше, ніж оригінальна вірус. Іншою причиною було те, що вони ідентифікували 48 кластерів B.1.617.2, деякі з яких виявили високий ступінь передачі у спільноти. Оскільки випадки захворювання з дельта-варіантом зросли досить швидко, британські вчені визначили дельта-варіант, який обігнав альфа-варіант за темпами розповсюдження, як домінуючий варіант SARS-CoV-2 у Великій Британії на початку червня 2021 року. Пізніше дослідники з Агенції охорони громадського здоров'я Англії виявили, що понад 90 % нових випадків захворювання у Великій Британії на початку червня 2021 року були спричинені дельта-варіантом; вони також цитували докази того, що дельта-варіант був пов'язаний із приблизно на 60 % підвищеним ризиком передачі через домогосподарства порівняно з альфа-варіантом.
Перший підтверджений у Канаді випадок інфікування дельта-варіантом був виявлений у Квебеку 21 квітня 2021 року, а пізніше того ж дня 39 випадків варіанту було виявлено в Британській Колумбії. В Альберті повідомили про один випадок виявлення дельта-варіанту 22 квітня 2021 року. У Новій Шотландії повідомили про два випадки виявлення дельта-варіанта у червні 2021 року.
Також на Фіджі підтвердили перший випадок виявлення дельта-варіанту 19 квітня 2021 року в Лаутоці, і з того часу кількість зафіксованих інфікувань зросла до 42. Варіант був визнаний супер-розповсюджувачем і призвів до локдауна у п'яти містах (Лаутока, Нанді, Сува, Ламі та Наусорі) — області, на яку припадає майже дві третини населення країни.
29 квітня 2021 року представники Міністерства соціальних справ та охорони здоров'я Фінляндії та Фінського інституту охорони здоров'я повідомили, що дельта-варіант був виявлений у трьох зразках, датованих березнем 2021 року.
Філіппіни підтвердили перші два випадки цього варіанту 11 травня 2021 року, незважаючи на введену заборону на поїздки між країнами на індійському субконтиненті (крім Бутану та Мальдівів). Обидва пацієнти не відвідували Індію протягом останніх 14 днів, проте відвідували Оман та ОАЕ.
Північна Македонія підтвердила перший випадок в країні дельта-варіанта 7 червня 2021 року після того, як людину, яка видужувала від вірусу в Іраці, перевезли до Північної Македонії. У лабораторному дослідженні варіант був виявлений у людини. 22 червня 2021 року країна повідомила про другий випадок виявлення дельта-варіанту у людини, яка разом з першим інфікованим в країні також був в Іраці і у якого згодом з'явилися симптоми.
Виявленню B.1.617 у деяких країнах заважає відсутність спеціалізованих наборів для варіанта та лабораторій, які можуть проводити генетичний тест. Наприклад, станом на 18 травня Пакистан не повідомляв про жодні випадки, але влада зазначила, що 15 % зразків COVID-19 у країні мають «невідомий варіант»; вони не могли сказати, чи це В.1.617, оскільки не змогли перевірити його. Інші країни повідомляли про мандрівників, які прибули з Пакистану, інфікованих B.1.617.
У червні 2021 року вчений Вінод Скарія з індійського Інституту геноміки та інтегративної біології підтвердив існування варіанту B.1.617.2.1, також відомого як AY.1 або дельта-плюс, який має додаткову мутацію K417N порівняно з дельта-варіантом. B.1.617.2.1 був виявлений в Європі в березні 2021 року і після цього був виявлений в Азії та Америці.

## Суспільство та культура

### Міжнародні реакції
Після зростання кількості випадків з другої хвилі щонайменше 20 країн ввели заборони на поїздки та обмеження для пасажирів з Індії в квітні та травні. Прем'єр-міністр Великої Британії Борис Джонсон двічі скасовував візит до Індії, тоді як прем'єр-міністр Японії Йосіхіде Суґа відклав свою квітневу поїздку.
У травні 2021 року мешканці двох вежевих блоків у місті Фельберт, Німеччина потрапили під карантин після того, як жінка в будівлі отримала позитивний тест на дельта-варіант.
У травні Головний міністр Делі Арвід Кеджрівал заявив, що новий варіант коронавірусу із Сінгапуру надзвичайно небезпечний для дітей і може призвести до третьої хвилі пандемії в Індії. Міністерство охорони здоров'я Сінгапуру заявило, що не існує жодного варіанту Сінгапуру, а також жодних доказів надзвичайно небезпечного для дітей варіанту коронавірусу, і що кількість випадків захворювання на COVID-19 зросла через дельта-варіант.
14 червня британський прем'єр-міністр Борис Джонсон оголосив, що пропоноване закінчення всіх обмежень на «День свободи» (21 червня) у Великій Британії відкладається на чотири тижні, а розгортання вакцинації прискорюється через занепокоєння щодо дельта-варіанту, який становив переважну більшість (90 %) нових випадків інфікування. Британські вчені заявили, що дельта-варіант є на 40-80 % більш передавальним, ніж домінуючий раніше альфа-варіант, який вперше був визначений у Великій Британії (як варіант Кента).